# Бочаров, Сергей Ефимович
Сергей Ефимович Бочаров (24 марта 1869, Полоцк, Витебская губерния — неизвестно — ?) — русский военный  деятель,  генерал-майор  (1917). Герой Первой мировой войны.

## Биография
В службу вступил в 1888 году после окончания Полоцкого кадетского корпуса. В 1889 году после окончания Павловского военного училища произведён подпоручики и выпущен в 8-ю артиллерийскую бригаду. В 1893 году произведён в поручики, в 1897 году в штабс-капитаны.
В 1901 году после окончания Николаевской академии Генерального штаба по II разряду произведён в капитаны,   участник Китайской военной компании. За боевые отличия в этой компании был награждён орденами Святого Станислава и Святой Анны 3-й степени с мечами и бантом.
С 1904 года участник Русско-японской войны, обер-офицер 3-й артиллерийской бригады. За боевые отличия в этой компании был награждён орденами Святого Станислава и Святой Анны 2-й степени с мечами. В 1911 году «за отличие» произведён в подполковники.

С 1914 года участник Первой мировой войны, командир 3-й батареи 3-й артиллерийской бригады. В 1915 году произведён «за отличие» в полковники, командир 32-го мортирного артиллерийского дивизиона. В 1917 году произведён в генерал-майоры. Высочайшим приказом по Армии и Флоту от 21 сентября 1917 года за храбрость награждён Георгиевским оружием: 
За то, что состоя командиром 32-го мортирного артиллерийского дивизиона в чине полковника в бою 7 июля 1916 года при прорыве пехотной дивизии сильно укреплённой позиции противника за р. Стырью на фронт д.д. Пляшево-Перемель, командуя группой тяжёлой и мортирной артиллерии, сам находясь в течение всего боя на передовом наблюдательном пункте под действительным ружейным и артиллерийским огнём при явной исключительной опасности, настолько искусно руководил огнём своей артиллерии и корректировал её стрельбу, что в высокой степени способствовал пехоте всей дивизии выиграть бой, прорвав фронт, сбив противника с сильно укреплённой позиции и нанеся ему решительное поражение

## Награды
- Орден Святого Станислава 3-й степени с мечами и бантом (ВП 1903)
- Орден Святой Анны 3-й степени с мечами и бантом  (ВП 1903)
- Орден Святого Станислава 2-й степени с мечами (ВП 1906)
- Орден Святой Анны 2-й степени с мечами (ВП 1911)
- Орден Святого Владимира 4-й степени с мечами и бантом (ВП 12.02.1915)
- Орден Святого Владимира 3-й степени с мечами  (ВП 12.09.1916)
- Георгиевское оружие (ВП 21.09.1917)